# Suore francescane dell'Immacolata Concezione (Messico)
Le Suore Francescane dell'Immacolata Concezione (in spagnolo Hermanas Franciscanas de la Inmaculada Concepción) sono un istituto religioso femminile di diritto pontificio: i membri di questa congregazione pospongono al loro nome la sigla H.F.I.C.

## Storia
La congregazione venne fondata nel 1874 a Città del Messico da José del Refugio Morales Córdova (1836-1894), frate minore francescano, con l'aiuto di Dolores Vázquez (1850-1896). Ottenne l'approvazione diocesana una prima volta nel 1896 e, il 27 aprile 1921, le Francescane dell'Immacolata vennero aggregate all'Ordine dei Frati Minori. Vennero nuovamente approvate dall'arcivescovo José Mora y del Río il 4 agosto 1924.
L'istituto ricevette il pontificio decreto di lode il 9 luglio 1947: la congregazione e le sue costituzioni vennero approvate definitivamente dalla Santa Sede il 25 settembre 1963.

## Attività e diffusione
Si dedicano all'educazione della gioventù, alla cura dei malati, all'assistenza agli anziani e all'insegnamento del catechismo.
Sono presenti in Messico, El Salvador, Stati Uniti d'America, Spagna, Portogallo, Italia e in alcuni paesi dell'Africa centrale e occidentale: la sede generalizia è a Città del Messico.
Al 31 dicembre 2005 l'istituto contava 1.110 religiose in 146 case.